# Unirea (Alba)
Unirea, in passato Vinţu de Sus (in ungherese Felvinc, in tedesco Oberwinz oppure Oberweinsdorf), è un comune della Romania di 5 264 abitanti, ubicato nel distretto di Alba, nella regione storica della Transilvania.
Il comune è formato da un insieme di 7 villaggi: Ciugudu de Jos, Ciugudu de Sus, Dumbrava, Inoc, Măhăceni, Unirea, Vereșmart.

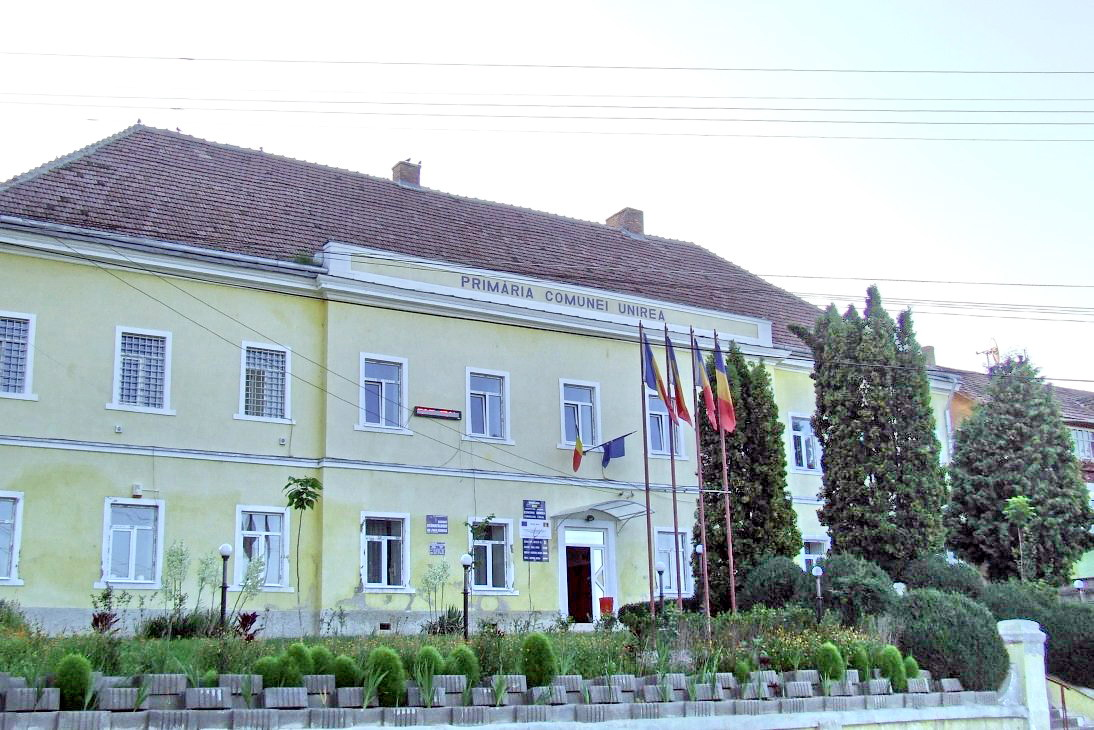
Il municipio
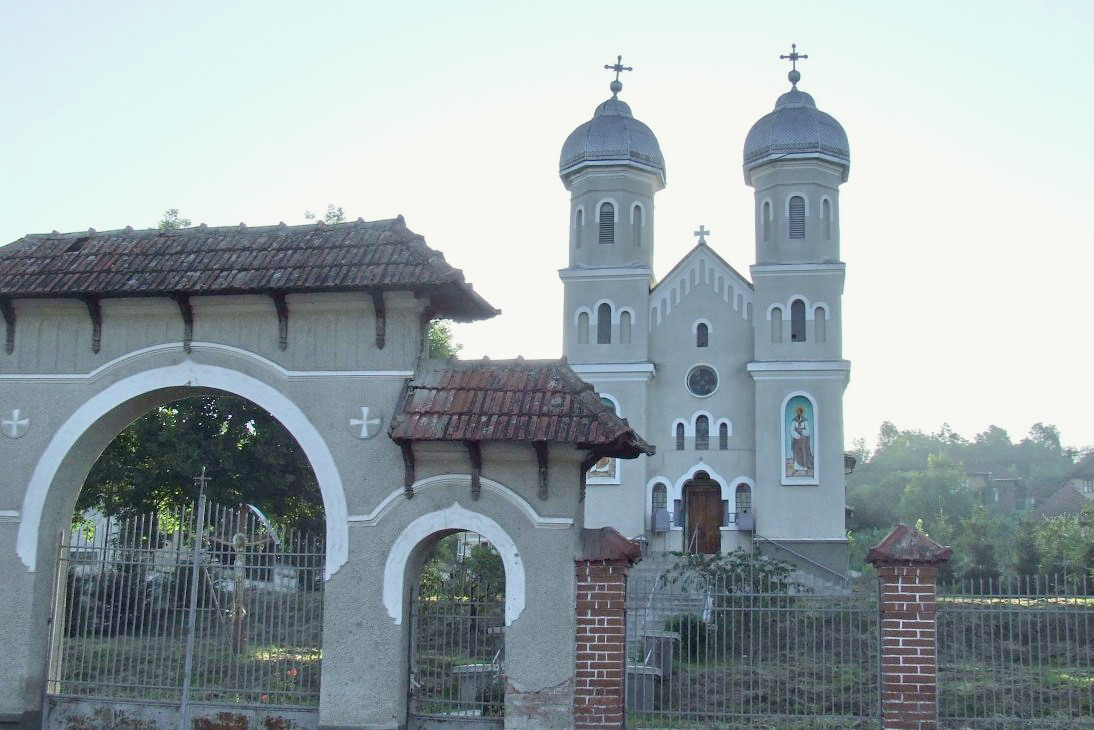
La chiesa ortodossa